# Catherine Catella
Catherine Catella est une réalisatrice et monteuse, française d'origine italienne. Elle est également chanteuse.

## Biographie
De double culture, française et italienne, Catherine Catella est d'origine sicilienne et lombarde. Elle développe un travail personnel sur les questions de l'exil et de l'interculturalité par des créations dans le domaine du cinéma ou de la musique. Elle aborde notamment  la mémoire des travailleurs immigrés italiens. 
Chef monteuse depuis une vingtaine d'années, elle réalise, scénarise et monte des films documentaires, dont plusieurs avec la réalisatrice Shu Aiello. En 2014, elle réalise Un paese di Calabria. Il s'agit d'un documentaire sur la commune de Riace en Calabre. Ce petit village endormi se transforme avec l'arrivée et l'accueil de deux cents réfugiés kurdes. Les commerces et l'école ré-ouvrent. 
Musicienne, chanteuse, elle a également collaboré à des projets spécifiques concernant la musique italienne, calabraise, sicilienne, sur des thématiques liées à la résistance ou à l'exil. 

## Films
- 2024 : Un paese di resistenza, coréalisé avec Shu Aiello
- 2020 : Leoforio[4], coréalisé avec Shu Aiello
- 2016 : Un paese di Calabria[5], coréalisé avec Shu Aiello
- 2014 : Au diapason du monde[6]
- 2009 : Palermo Bella[7]
- 2007 : Moi aussi je suis à bout de souffle[8], coréalisé avec Christian Docin-Julien

## Récompenses et nominations
- Un paese di Calabria : Vision du Réel 2016, Bologne 2016, Festival international Munich 2016, Olhares do Mediterraneo 2017, bourse brouillon d'un rêve de la sCam

## Musique
Catherine Catella a grandi bercée par les chants d'Italie. Chanteuse, elle aborde plusieurs registres : voix parlée, chant, jazz, chants traditionnels. Ses collaborations musicales s'ancrent dans ses thématiques de prédilection : chants de résistance et jazz italien des années trente, chants en mémoire des travailleurs immigrés italiens.
Chants de résistance italienne : Swing Italian Sisters se compose d'un trio vocal féminin (Maryam Chemirani, Catherine Catella, Mardjane Chemirani) entouré de trois musiciens, (Nicola Marinoni - caisse claire, Jean-Yves Abecassis - contrebasse, Alexis Borrely- trompette). Leur création musicale Delizioso présente un hommage aux légendaires sœurs du Trio Lescano, résistantes au pouvoir fasciste en Italie, arrêtées et déportées malgré leur popularité. Présenté sous forme de spectacle, cet hommage a fait l'objet d'un disque Delizioso, salué par la critique.
Chants des travailleurs immigirés italiens : Présenté sous forme de spectacle par la compagnie Ballade, l'opus Mémoire d'Italiens, Canto dell' Immigrante rassemble des chants d'exil, chants de travail et chansons populaires italiennes. Il a été édité sous forme de Livre-disque, (longbox comprenant un livret de 40 pages), produit par Ballades, et sorti chez Arion en avril 2009 en édition limitée.

## Discographie
- 2003 : Delizioso, Swing Italian Sisters[12]
- 2009 : Mémoire d’Italiens. Canto dell' Immigrante[13]